# Philipp Schwartz (Politiker)
Philipp Schwartz (* um 1680 in Zweibrücken, Pfalz; † 10. November 1747 in Magdeburg) war ein deutscher Tabakhändler und Bürgermeister der Pfälzer Kolonie Magdeburg. Die Familie Schwartz stellte viele Bürgermeister der Pfälzer Kolonie Magdeburgs und war in vielen Branchen unternehmerisch tätig.

## Leben
Als 1688, im Rahmen der Pfälzer Erbfolgekrieges, die Franzosen in die Pfalz einfielen, verzog der Zweibrücker Ratsmann Isaak Schwartz mit seiner Familie nach Brandenburg an der Havel. In der neuen Heimat gewann er Ansehen und wurde u. a. Inspektor der reformierten Gemeinde der Neustadt Brandenburg.
Von Brandenburg aus zog Isaaks Sohn Philipp Schwartz um 1700 nach Magdeburg und eröffnete dort einen Tabakhandel. In Magdeburg heiratete Schwartz am 23. November 1702 die Hugenottentochter Susanna Beaugrand (* 16. Juli 1676 in Magdeburg; † 12. Mai 1738 in Magdeburg), die Witwe des Tabakfabrikanten Abraham Würtz. Sie hatten insgesamt neun Kinder, davon sind vier namentlich bekannt. Nach dem Tode seiner ersten Frau heiratete Schwartz 1739 Susanna Cornelia Sandrart (* um 1720 Magdeburg), die jüngste Tochter des Tabakfabrikanten Georg Sandrart (des Partners von Abraham Würtz). Nachkommenschaft aus dieser Verbindung ist nicht bekannt. Die Nachkommen von Philipp Schwartz blieben über ein Jahrhundert hinweg für Magdeburg in der Politik als Bürgermeister der Pfälzer Kolonie und in der Wirtschaft als Firmengründer und Unternehmer prägend. Verbunden waren sie mit vielen Bürgerfamilien Magdeburgs, wie den Gaertners, Sandrarts, Würtz und anderen.

## Öffentliches Wirken
Philipp Schwartz wurde 1703 Bürger der Pfälzer Kolonie Magdeburgs. 1723 wurde er Bürgermeister der Pfälzer Kolonie von Magdeburg, ein Amt, das er bis 1742 innehatte.
Während Philipp Schwartz im Tabakhandel tätig war, engagierten sich seine Söhne Philipp Christian und Isaak Abraham, die Gebrüder Schwartz, in der Tabakproduktion. Sie gründeten mit königlichem Privileg 1746 eine Rappétabak-Manufaktur, in der 70 Tabakspinner beschäftigt wurden. Beim Produkt „Rappetabak“ handelte es sich um schwarzen Presstabak, besonders den „Straßburger Rappé“, einen Schnupftabak. Die Fabrik ging auch noch in die nächste Generation, auf Philipp Christians Söhne, Ernst Jakob und Johannes Isaac Schwartz, über, die gemeinsam auch noch weitere Unternehmungen betrieben. 1805 wurde sie dann an die Firma Krahmer &Co verkauft. Sie beschäftigte auch 1811 noch 16 Arbeiter.
Die Brüder Philipp Christian und Isaak Abraham Schwartz versuchten sich durch Anpflanzung von Maulbeerbäumen auch im schwierigen Geschäft der Seidenraupenzucht. 1755 gründete Philipp Christian Schwartz eine Bandfabrik, das Stammhaus der Fa. J. J. Schwartz Söhne, am Breiten Weg 130 in Magdeburg, gegenüber der Katharinenkirche. Die Firma ging später auf die Schwiegerfamilie Rumpff über.
Die Familie Schwartz stellte in drei Generationen nacheinander vier Bürgermeister der Pfälzer Kolonie Magdeburgs. Schon ein Jahr nach dem Tode von Philipp Schwartz folgte ihm 1748 in diesem Amt sein Sohn, der Tabakproduzent Philipp Christian Schwartz (ein Schwiegersohn von Moyse Garrigue). Dieser blieb bis 1763 im Amte. Einer seiner Söhne, Johann Isaak Schwartz, steht im Jahr 1783 auf der Liste der Bürgermeister der Pfälzer Kolonie. Kurz danach, 1788, trat dessen Bruder Ernst Jakob Schwartz in diesem Amte an, der 19 Jahre lang, bis 1807 Bürgermeister der Kolonie blieb.